# 菊苣屬
菊苣屬（学名：Cichorium）共包括兩個栽培種及4－6個野生品種。最常見的菊苣廣泛分佈於整個歐洲及北美，可作為咖啡代用品。

## 物種
- 菊苣 Cichorium intybus
- 苦苣 Cichorium endivia
- 腺毛菊苣 Cichorium glandulosum
- 野生菊苣 Cichorium pumilum

## 外部連結
- 維基物種上的相關：菊苣屬